# Frano Vićan
Frano Vićan (Ragusa, 24 gennaio 1976) è un pallanuotista croato. In carriera ha giocato con le calottine del Mladost (dove ha vinto sei campionati, quattro Coppe di Croazia, una Coppa dei Campioni, una Coppa delle Coppe, una Coppa LEN ed una Supercoppa LEN), Chiavari, Nervi, Jug Dubrovnik (con cui ha conquistato cinque campionati, quattro Coppe di Croazia, una Supercoppa LEN e una Lega Adriatica), Primorje (con la cui calottina ottiene due campionati, tre Coppe di Croazia e tre Leghe Adriatiche) e infine nuovamente Mladost, dove ha terminato la carriera nel 2017.

## Palmarès
- Giochi olimpici

Londra 2012: oro.
- Mondiali

Melbourne 2007: oro.
- Europei

Firenze 1999: argento.
Kranj 2003: argento.
Zagabria 2010: oro.

Giochi del Mediterraneo
Bari 1997    argento